# GTA Motor Competicion
A GTA Motor Competición é uma equipa de corridas espanhola baseada em Torrent, Valência, Espanha. 
A equipa tem competido em vários campeonatos, como a Superleague Fórmula e na Fórmula 3 Espanhola. Muitos pilotos de topo pilotaram para esta equipa, como o actual piloto de Fórmula 1 Jaime Alguersuari.

## Superleague Fórmula
Na Temporada da Superleague Fórmula de 2008, a GTA Motor Competición operou as equipas da Superleague Fórmula do Sevilla FC e do Tottenham Hotspur F.C.. O melhor resultado da equipa foi uma vitória, na 1ª ronda de 2008 deste campeonato, com o piloto Borja García, no carro do Sevilla FC.